# Khanderayanpalli, Sedam
Khanderayanpalli là một làng thuộc tehsil Sedam, huyện Gulbarga, bang Karnataka, Ấn Độ.